# Sinkolo
Sinkolo est une commune rurale du Mali de l'arrondissement central de Zangasso, dans le cercle de Zangasso et la région de Koutiala.

## Villages
La commune s'étend sur 9 localités relevées lors du recensement général de 2009. 
Les villages les plus peuplés sont :
- Sinkolo (3 037 habitants)
- Diélé (2 021 habitants)
- Siou (1 420 habitants)

En 2023, la loi 2023-007 attribue à la commune 9 villages, fractions ou quartiers  :
- Sinkolo
- N'Gougona
- Kokosso
- Gantéré
- Diélé
- Siou
- Cissoumana
- Diombougou
- Blendo